# The morning watch
The morning watch is een compositie van Arnold Bax.
Bax schreef muziek onder een tekst van Henry Vaughan. Na de toonzetting van Richard Crashaw bij To the name above every name, gebruikte hij dus weer een tekst van een van de Metaphysical poets. In tegenstelling tot dit werk, schreef Bax dit werk op verzoek van het Three Choirs Festival, versie 1935. Bax bleef nerveus bij dit werk en was onzeker over het bereikte resultaat. Collegacomponist Ralph Vaughan Williams, gespannen voor zijn Sancta Civitas, zei echter tegen Harriet Cohen (vriendin van Bax) al tijdens de première op 4 september 1935 in de Kathedraal van Worcester: “onvergelijkbaar mooi” bij de tekstregel Prayer is the world in tune. Dat was niet genoeg voor verdere uitvoeringen van het werk. Tussen 1935 en de opnamen uit 2003 werd het nog geen handvol keren uitgevoerd. En dat voor een werk dat geschreven is in een periode tussen twee (relatief) vaak uitgevoerde werken als de Symfonie nr. 6 en Nympholept. Het werk is opgedragen aan dirigent Ivor Atkins, die de première verzorgde van To the name above every name.
Orkestratie:
- gemengd koor (sopranen, alten, tenoren, baritons)
- 3 dwarsfluiten (III ook piccolo), 2 hobo’s, 1 althobo, 3 klarinetten, 1 basklarinet, 2 fagotten, 1 contrafagot
- 4 hoorns, 3 trompetten, 3 trombones, 1 tuba
- pauken, percussie
- violen, altviolen, celli, contrabassen